# Poslanska imuniteta
Poslanska imuniteta je tradicionalni privilegij poslancev, ki jim je zagotovljen z ustavo.
Namen poslanske imunitete je zagotavljanje neodvisnosti in samostojnega delovanja poslancev. Z imuniteto se poskuša preprečiti onemogočanje poslancev s strani izvršilne in sodne oblasti. V smislu materialne imunitete poslanec ni kazensko odgovoren za mnenje ali glas, ki ga je izrekel na seji državnega zbora ali njegovih delovnih teles, v procesnem smislu pa poslanec ne sme biti priprt brez dovoljenja državnega zbora, prav tako pa se brez takega dovoljenja tudi ne sme začeti kazenski postopek proti poslancu, če se le-ta sklicuje na imuniteto. Poslanec se na imuniteto ne more sklicevati, če je zaloten pri določenih hudih kaznivih dejanjih, lahko pa mu tako imuniteto prizna državni zbor. Državni zbor lahko imuniteto prizna tudi poslancu, ki se nanjo ni skliceval.

## Pravna opredeljenost
Drugi odstavek 83. člena Ustave Slovenije opredeljuje poslansko imuniteto takole:
Poslanec ne sme biti zaprt niti se zoper njega, če se sklicuje na imuniteto, ne sme začeti kazenski postopek brez dovoljenja državnega zbora, razen če je bil zaloten pri kaznivem dejanju, za katerega je predpisana kazen zapora nad pet let.
Tretji odstavek istega člena pa pravi:
Državni zbor lahko prizna imuniteto tudi poslancu, ki se nanjo ni skliceval ali ki je bil zaloten pri kaznivem dejanju iz prejšnjega odstavka.